# まごの店

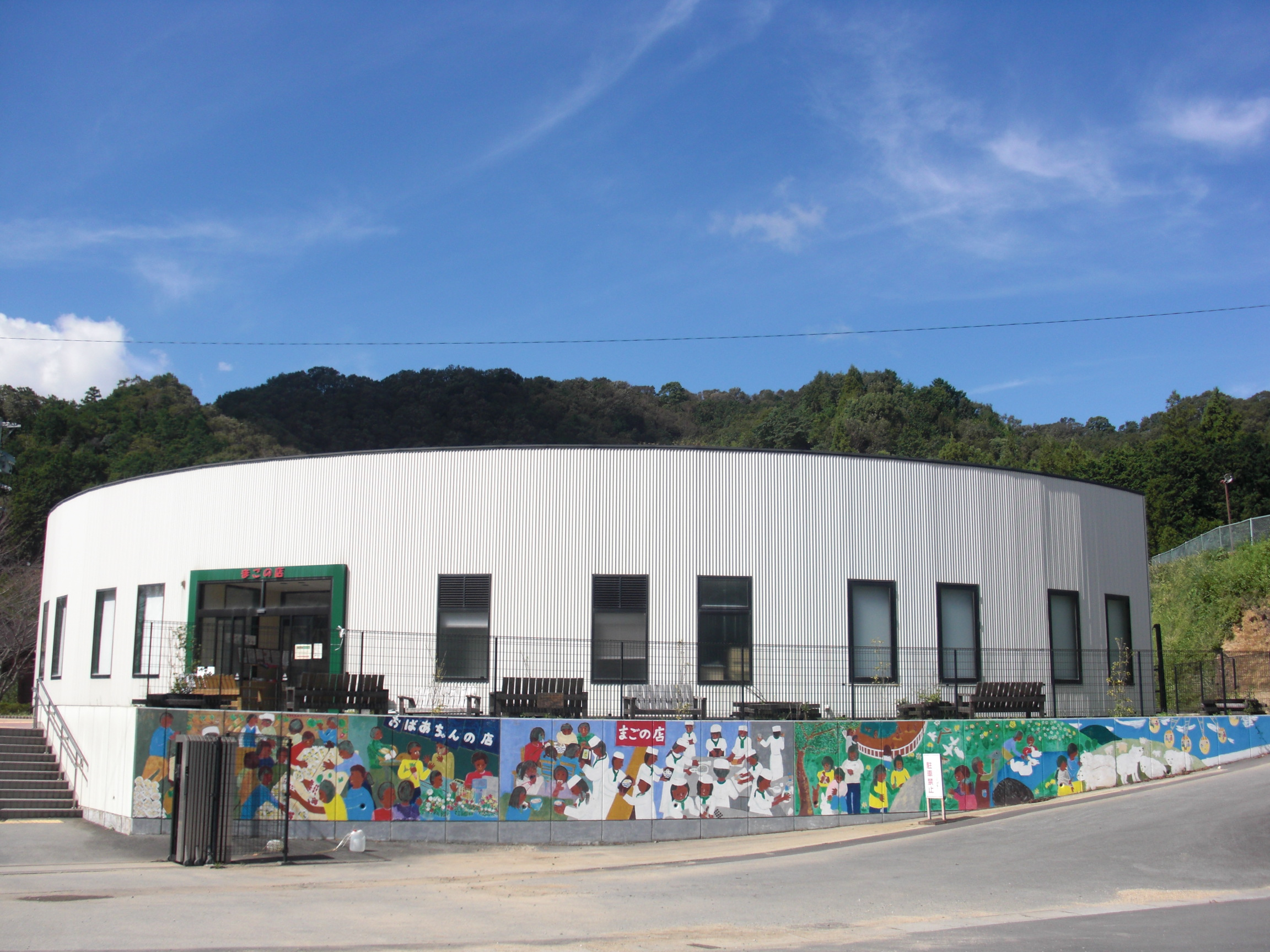
まごの店

まごの店（まごのみせ）は三重県多気郡多気町にある五桂池ふるさと村内に設置されているレストラン。三重県立相可高等学校の高校生が運営している。通称、高校生レストラン。多気町が設置した施設であり、教育実習施設としての役割も果たしている。

## 概要
「まごの店」は、三重県立相可高等学校調理クラブの生徒が40人交代でクラブ活動の一環として運営するレストランであり、1日に250食を提供している。高校生が店を切り盛りする姿や料理に取り組む姿勢が各種メディアで取り上げられ、利用客は県内外に及んでいる。
2002年に、五桂池ふるさと村の農産物直売所「おばあちゃんの店」に隣り合って開店したことから「まごの店」と命名された。このときの店舗は屋台スタイルであったが、2005年に現在の建物が多気町によって新築されたのを機に、地域の食材を活かした創作料理のレストランとしてサービスを一新した。
役場と高校、地元が一体となった取り組みは、人材育成における教育のあり方ばかりではなく、地域づくりやコミュニティ・ビジネスの新しい事例となった。食材は「おばあちゃんの店」と多気町有機農業研究会を中心に、できる限り地元産品を使うようにしている。また、同研究会はまごの店の残渣を回収、堆肥化して農作物を栽培しており、資源の循環が構築されている。更に、地元の経済界との共同商品開発、食を通じた高齢者や子どもとの福祉交流、食育活動など、幅広い地域連携が展開されている。2011年5月から7月まで放送された連続テレビドラマ『高校生レストラン』のモデルにもなっている。

## 沿革
1994年（平成6年）に相可高等学校に食物調理科が開設された際、辻調理師専門学校で10年に渡り教師をしていた村林新吾が、相可高校の調理師専門教諭として着任し、調理同好会（現在の調理クラブ）を発足させた。その後調理クラブが 全国料理コンクールなどで賞を受けて実績を作ったことにより、2002年（平成14年）に多気町職員の岸川正之が調理クラブに地域のイベントで試食会用の料理を作ることを依頼、それをきっかけに地元・多気町の特産「伊勢いも」を使った「とろろ麺」を開発するなど、地域との連携が始まった。
これを契機に、村林は人との関わり方やしつけを学べる場を作りたいと岸川に相談、岸川が店を出すことを提案した。更に岸川は多気町内にある五桂池ふるさと村の役員会の場で出店を打診、一度は「高校生には無理」と言われるも、村内の食堂で試験的に調理クラブの生徒らをアルバイトで雇用した結果、出店が認められた。最初の店は2002年（平成14年）10月に20m2の屋台として開業、ふるさと村内にある地元農産物直売所「おばあちゃんの店」にちなんで「まごの店」と名付けられた。
まごの店は徐々に人気が増し、ふるさと村の集客向上にも役立つようになった。そこで、本格的なレストランを建設しようという機運が高まり、2005年（平成17年）に約9000万円をかけて新しいまごの店が建設された。建物の設計は三重県内の工業高等学校の生徒から建設コンペで案を募り、壁面の絵は多気町の小学生が描いた。食器や休憩用のベンチは、紀北作業所で働く障害者が製作したものである。

### 年表
- 1994年 - 三重県立相可高等学校食物調理科誕生（家政科を改編）。
- 2002年10月26日 - 多気町五桂池ふるさと村に初代「まごの店」が開店。話題を呼ぶ。
- 2003年6月19日 - 食物調理科が文科省の「目指せスペシャリスト事業」指定校に選定される。
- 2003年10月〜2004年2月 - 県内工業高校の建築科生徒による「新まごの店」設計コンペを多気町が実施。
- 2005年2月19日 - 2代目となる現在の「まごの店」がオープン。
- 2011年 - 経済産業省の「ソーシャルビジネス・ケースブック」において、「まごの店」をはじめとする多気町と相可高校との取り組みが巻頭を飾る。
- 2020年1月12日 - NHK BSプレミアム『乃木坂46のガクたび!』のロケ地として使用
- 2023年7月9日 - テレビ朝日『ナニコレ珍百景』で紹介され、珍百景登録を受ける[6]。

## 交通アクセス
- 伊勢自動車道勢和多気IC出口から車で10分。
- JR紀勢本線・近鉄山田線松阪駅からタクシーで25分、JR紀勢本線・参宮線多気駅からタクシーで10分。JR紀勢本線佐奈駅から徒歩35分。

## 営業日・営業時間
- 営業日

営業日は学校の休日に限られる。ただし、定期テスト等学校行事が優先されるので休日であっても営業しないことがある。ウェブサイトで営業日は確認できる。
- 営業時間

午前10時30分から売り切れるまで。

## 受賞歴
- 2006年 手づくり郷土賞（てづくりふるさとしょう）地域整備部門賞（国土交通省）[7]
- 2007年 全国地産地消優良活動表彰事業　特別賞（農林水産省）
- 2008年 第37回日本農業賞特別部門「食の架け橋賞」大賞（NHKほか）
- 2009年 第7回「ハイ・サービス日本300選」　（日本生産性本部）
- 2010年 平成二十二年度地域づくり総務大臣表彰　優秀賞（総務省）
- 2011年 フード・アクション・ニッポンアワード2010　最優秀賞（農林水産省）
- 2014年 手づくり郷土賞 大賞[7]